# Issatchenkia orientalis
Issatchenkia orientalis är en svampart som beskrevs av Kudryavtsev 1960. Issatchenkia orientalis ingår i släktet Issatchenkia och familjen Pichiaceae.   Inga underarter finns listade i Catalogue of Life.